# زمین‌لرزه ۱۹۴۰ نیوهمپشایر
زمین‌لرزه نیوهمپشر  در تاریخ ۲۰ دسامبر ۱۹۴۰ میلادی، برابر با ‎۲۹ آذر ۱۳۱۹، ساعت ۰۷:۲۷:۲۶٫۲۰ به زمان یوتی‌سی در منطقهٔ نیوهمپشر آمریکا رخ داد. ژرفای این زلزله ۱۰ کیلومتر بود. بزرگی آن ۵٫۲ در مقیاس Mw به‌دست آمده‌است.
بیشینهٔ شدت آن در مقیاس مرکالی، VII اعلام شده‌است.